# Jorge Salinas
Jorge Salinas (sinh ngày 6 tháng 5 năm 1992) là một cầu thủ bóng đá người Paraguay.

## Sự nghiệp câu lạc bộ
Jorge Salinas đã từng chơi cho JEF United Chiba.